# Mayot
Mayot település Franciaországban, Aisne megyében. Lakosainak száma 213 fő (2022. január 1.). Mayot Achery, Anguilcourt-le-Sart, Brissay-Choigny, Travecy és Vendeuil községekkel határos.

## Népesség
A település népességének változása:
| Lakosok száma | 236  | 183  | 182  | 174  | 199  | 207  | 211  | 215  | 219  | 213  |
|               | 1968 | 1982 | 1990 | 2006 | 2013 | 2015 | 2017 | 2019 | 2020 | 2022 |